# (We're Off on the) Road to Morocco
Road to Morocco est une chanson américaine composée par Jimmy Van Heusen, avec des paroles de Johnny Burke, pour le film américain En route vers le Maroc (titre original : Road to Morocco), sorti en 1942.
Dans le film, la chanson est chantée en duo par Bing Crosby and Bob Hope (qui chantent, tous deux montés sur un même chameau à deux bosses).
Crosby a aussi enregistré (le 10 juin 1942 avec Vic Schoen et son orchestre) et publié en 78 tours une version solo avec des paroles très différentes.

## Accolades
La chanson (dans la version originale du film En route vers le Maroc, dans lequel elle était chantée en duo par Bing Crosby & Bob Hope) est classée 95e dans la liste des « 100 plus grandes chansons du cinéma américain » selon l'American Film Institute (AFI).